# Juan Costas
Juan Costas Tordera (Barcelona, 26 de junio de 1945-Blanes, 2 de septiembre de 2018) fue un regatista español que compitió en las clases Snipe, Star y Soling.
Era un deportista del Club de Vela de Blanes que participó en dos Juegos Olímpicos, en el Campeonato Mundial de Star (1988) y en el Campeonato Mundial de Soling (1974).
Ganó el Campeonato Ibérico (1971) y la Copa de Su Alteza Real el Príncipe de Asturias (1984) en la clase Snipe.

## Participaciones en Juegos Olímpicos
Participó en dos Juegos Olímpicos:
- 12.º en Soling con Humberto Costas y Félix Anglada de tripulantes en Montreal 1976
- 17.º en Star con José Pérez de tripulante en Seúl 1988